# Otto Reedtz-Thott (1785-1862)
 Der er flere personer med dette navn, se Otto Reedtz-Thott.
Otto lensbaron Reedtz-Thott (født 7. januar 1785 på Voergaard, død 22. marts 1862) var en dansk lensbesidder, far til Tage Reedtz-Thott, Otto Reedtz-Thott og Axel Reedtz-Thott.
Han var søn af Holger Reedtz-Thott og Anna Beate Magdalene von Woyda og oprettede ved patent af 27. oktober 1805 Baroniet Gaunø af hovedgårdene Gavnø, Lindersvold og Strandegård. Han blev hofjægermester og kammerherre.
3. juli 1807 ægtede han Hedevig Sophie Christine de Roepstorff (født 3. januar 1782 i Næstved, død 14. juni 1835), datter af Gotfried Christopher de Roepstorff og Johanna Frederica Göring. 17. oktober 1837 indgik han sit andet ægteskab med Karen Julie Elisabeth Frederikke Fønss (født 21. september 1814 på Hindsgavl, død 23. maj 1844 på, Gavnø), datter af Niels Basse Fønss og Dorthea Frederikke Louise Wedel-Heinen. 6. juli 1845 ægtede han i sit tredje ægteskab Caroline Amalie Fønss (født 30. december 1818 på Hindsgavl, død 21. maj 1869), søster til den foregående.
Han er begravet på Vejlø Kirkegård. Der findes et portrætmaleri af Otto Reedtz-Thott på Gavnø.